# De Nygifte (film fra 1920)
 For alternative betydninger, se De Nygifte. (Se også artikler, som begynder med De Nygifte)
De Nygifte er en dansk stumfilm fra 1920, der er instrueret af Lau Lauritzen Sr. efter manuskript af Aage Brodersen.

## Handling
Denne artikel mangler et handlingsreferat. Hjælp os med at skrive det.